# Casa Memoria José Domingo Cañas
La Casa Memoria José Domingo Cañas fue un centro de detención y torturas de la Dirección de Inteligencia Nacional (DINA), ubicado en la calle José Domingo Cañas n.º 1367, en la comuna de Ñuñoa, Santiago de Chile. 

## Cuartel Ollagüe

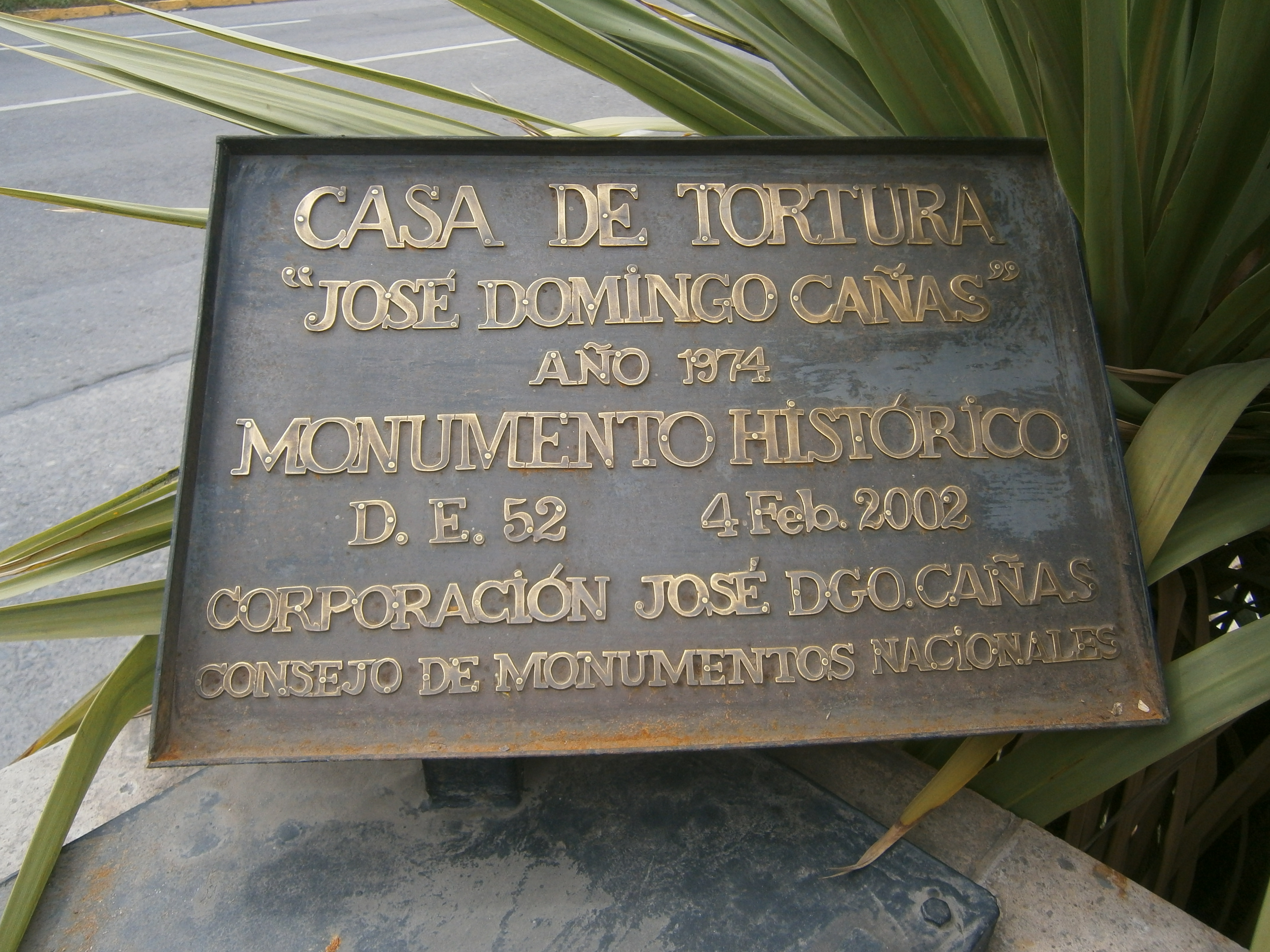
Placa recordatoria

Denominado por la DINA como “Cuartel Ollagüe”, este fue un lugar de tránsito de personas detenidas ilegalmente durante el proceso de cambio de recintos desde Londres 38 a Villa Grimaldi. 
Antes del golpe del Estado del 11 de septiembre de 1973, la casa pertenecía al sociólogo brasileño Teutonio Dos Santos. Luego del golpe fue ocupada por la embajada de Panamá, para albergar refugiados chilenos que solicitaban asilo político de ese país. En agosto de 1974, la casa pasó a poder de la DINA, que la convirtió en el centro de tortura que denominó Cuartel Ollagüe.
Los detenidos, según el Informe Rettig:

“eran mantenidos en una pieza común relativamente amplia, similar a la de Londres 38, y en un lugar llamado «el hoyo», que era algo así como una despensa, sin ventanas ni ventilación, de aproximadamente  2 x 1 metros, donde se llegó a tener a un mismo tiempo hasta más de diez detenidos, en condiciones extremas de hacinamiento y de falta de aire”.

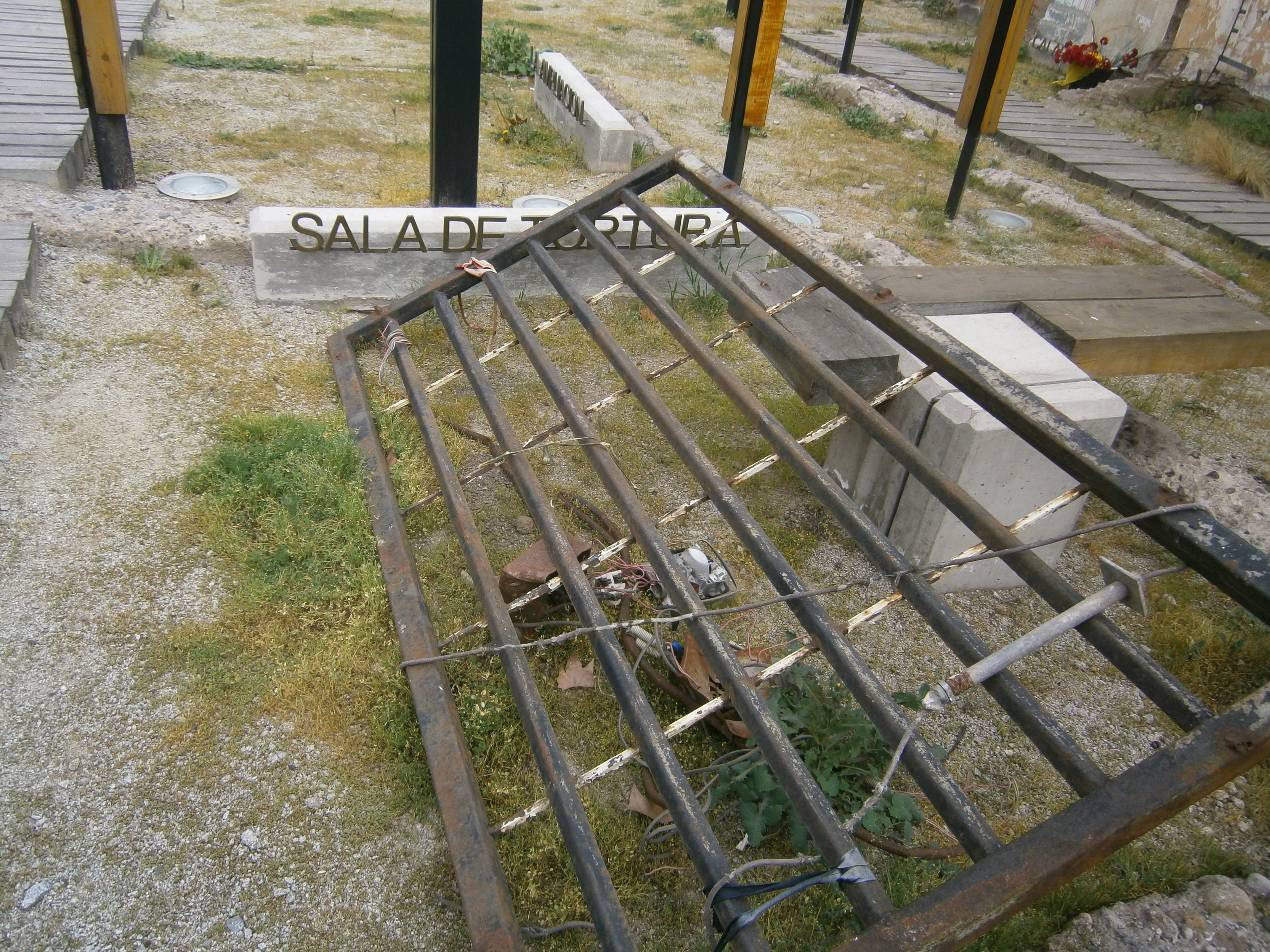
"Parrilla" o cama metálica original en el mismo lugar donde se aplicaba la tortura con electricidad

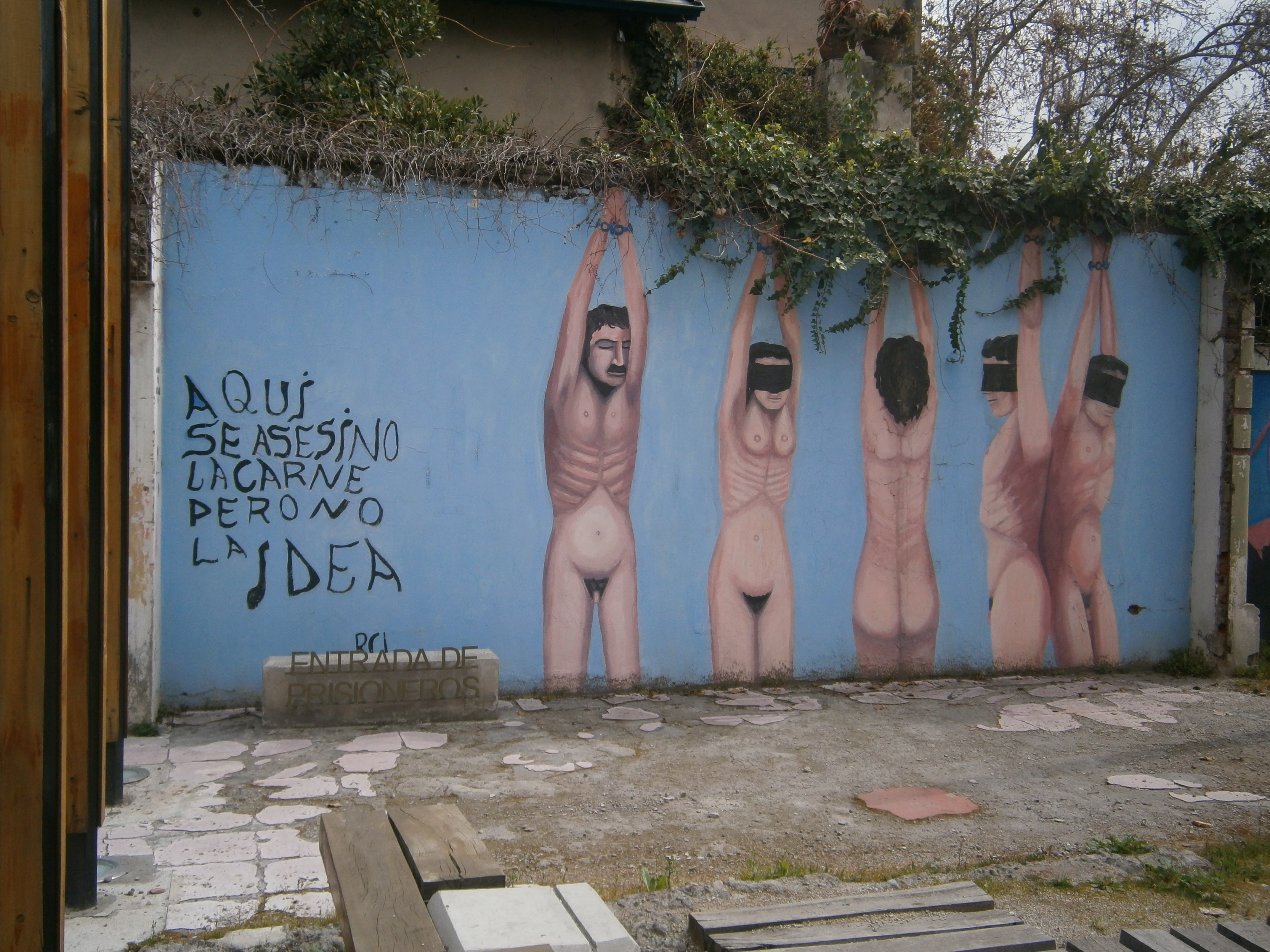
Uno de los murales laterales

De la misma forma que sucedió en otros centros de detención, se realizaron sesiones de interrogación, tortura y abusos a los detenidos. Según testimonios entregados a la Comisión Valech: 

“en este recinto se torturó continuamente a las personas. Sufrieron golpes de puño y pies en todo el cuerpo, así como con laques o tontos de goma y culatazos. Fueron atados en una mesa, con brazos y
piernas extendidos, y en esa posición recibían aplicación de electricidad en
partes sensibles del cuerpo. Sufrieron la parrilla, vejaciones y violaciones sexuales las mujeres y también algunos hombres, simulacros de fusilamiento, el submarino, quemaduras, fueron obligados a presenciar como torturaban a otros detenidos y en algunos casos a familiares; debieron permanecer encapuchados o con los ojos vendados; sufrieron ahogamiento por asfixia, con una cuerda en el cuello o con bolsas de plástico, también la introducción de objetos por el ano, colgamientos y tortura psicológica”.

Una vez que entró en funciones Villa Grimaldi, el recinto de la calle José Domingo Cañas se transformó en una sede operativa de la DINA y posteriormente de la Central Nacional de Informaciones (CNI).
Se estima que 61 detenidos desaparecidos estuvieron recluidos en este recinto.

## Lugar de la Memoria

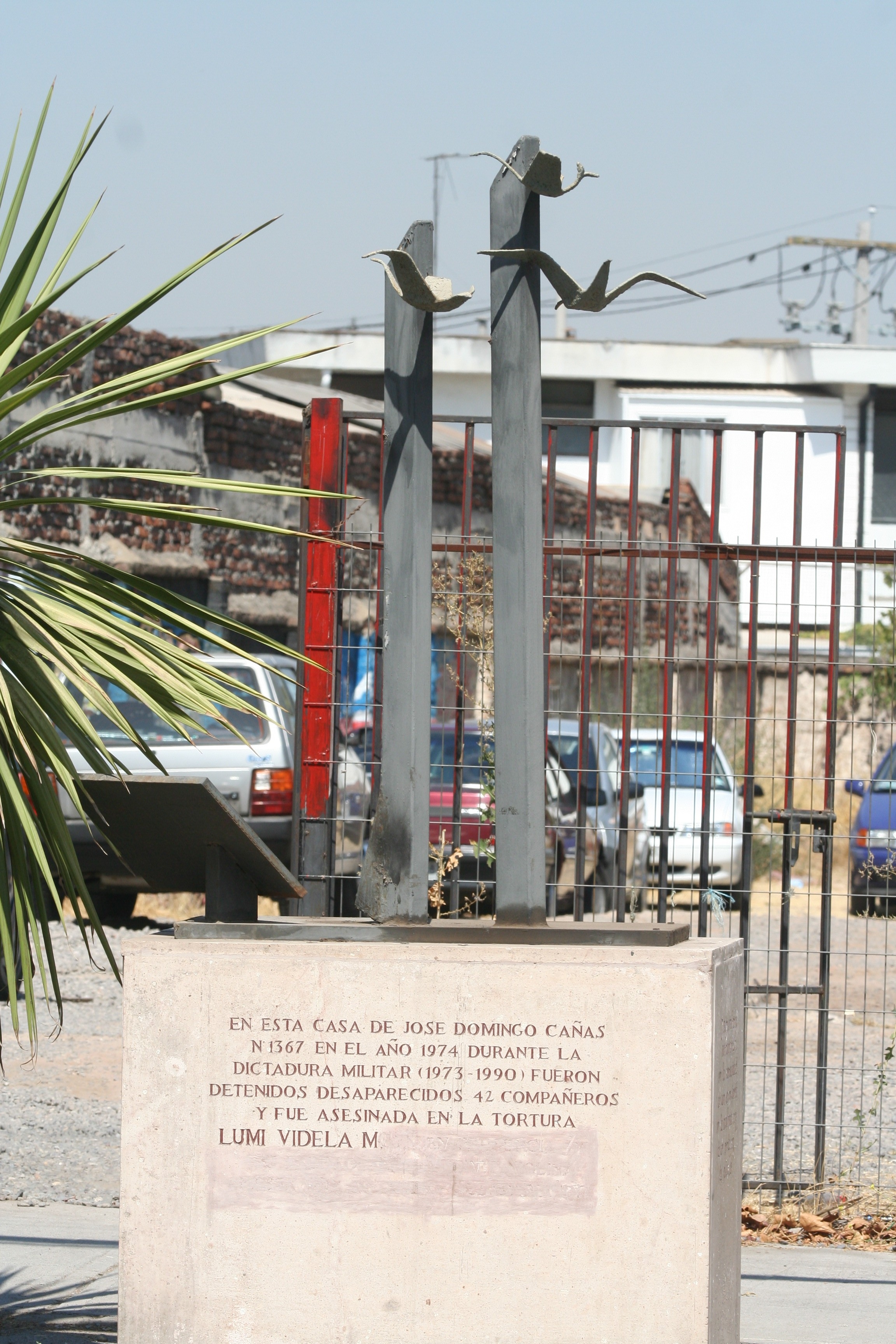
Memorial en recuerdo de las víctimas de este centro de detención

A mediados de la década de los noventa, vecinos comienzan a denunciar lo que pasó en la casa y posteriormente se coordinan junto a otras personas y organizaciones de la comuna en torno a ella, siendo este hecho de vital importancia para el reconocimiento y recuperación como sitio destinado a las Memorias, donde  cada miércoles al caer la tarde, se realizaron velatones en el sitio. con esta actividad se dieron a conocer en el barrio, mostrando el compromiso permanente con la recuperación de las memorias de lo que allí ocurrió.  
En 2000 la propiedad es vendida al empresario Pablo Rochet Araujo, quien demuele la propiedad en diciembre de 2001 con el fin de disponer un estacionamiento para su negocio "El Castillo del Juguete" de esta manera desaparece la construcción pero en ningún caso los hechos ocurridos allí y las memorias. 
El colectivo José Domingo Cañas instaló un monolito frente al sitio que recuerda los 62 nombres de los detenidos desaparecidos y la ejecutada Lumi Videla, quién murió en la tortura y lanzada en horas de toque de queda a la Embajada de Italia. 
En la escultura está la frase: 

“y sin embargo volverán como pájaros a posarse otra vez en el futuro”. Dicha frase concuerda con la forma de la escultura que consiste en dos columnas paralelas que representan a la pareja humana y en lo alto de ellas una bandada de pájaros que reflejan sus sueños y utopías.

El lugar fue declarado como monumento histórico el 21 de enero de 2002. Actualmente este colectivo de personas busca que en el sitio se construya una Casa de la Memoria, para recordar a quienes estuvieron en este recinto. Esta agrupación realiza actividades culturales en la propiedad, además realizar todos los días miércoles, una velatón en el frontis de la casa.

## Casa de la Memoria
El 30 de abril de 2010, se materializó el proyecto que buscó el colectivo José Domingo Cañas, de tener una casa memorial que recordara a las personas que estuvieron detenidas en ese lugar. La Fundación 1367 inauguró la Casa Memoria José Domingo Cañas. La Casa está abierta a la comunidad para instancias culturales, artísticas y de memoria. En el patio se recuerdan las partes de la casa original, quedando de ella una piscina. En la casa, un mural rememora los detenidos desaparecidos que pasaron por ese centro. En el lugar se presume que murieron alrededor de 50 personas y que más de un centenar sufrió torturas.

## Descripción

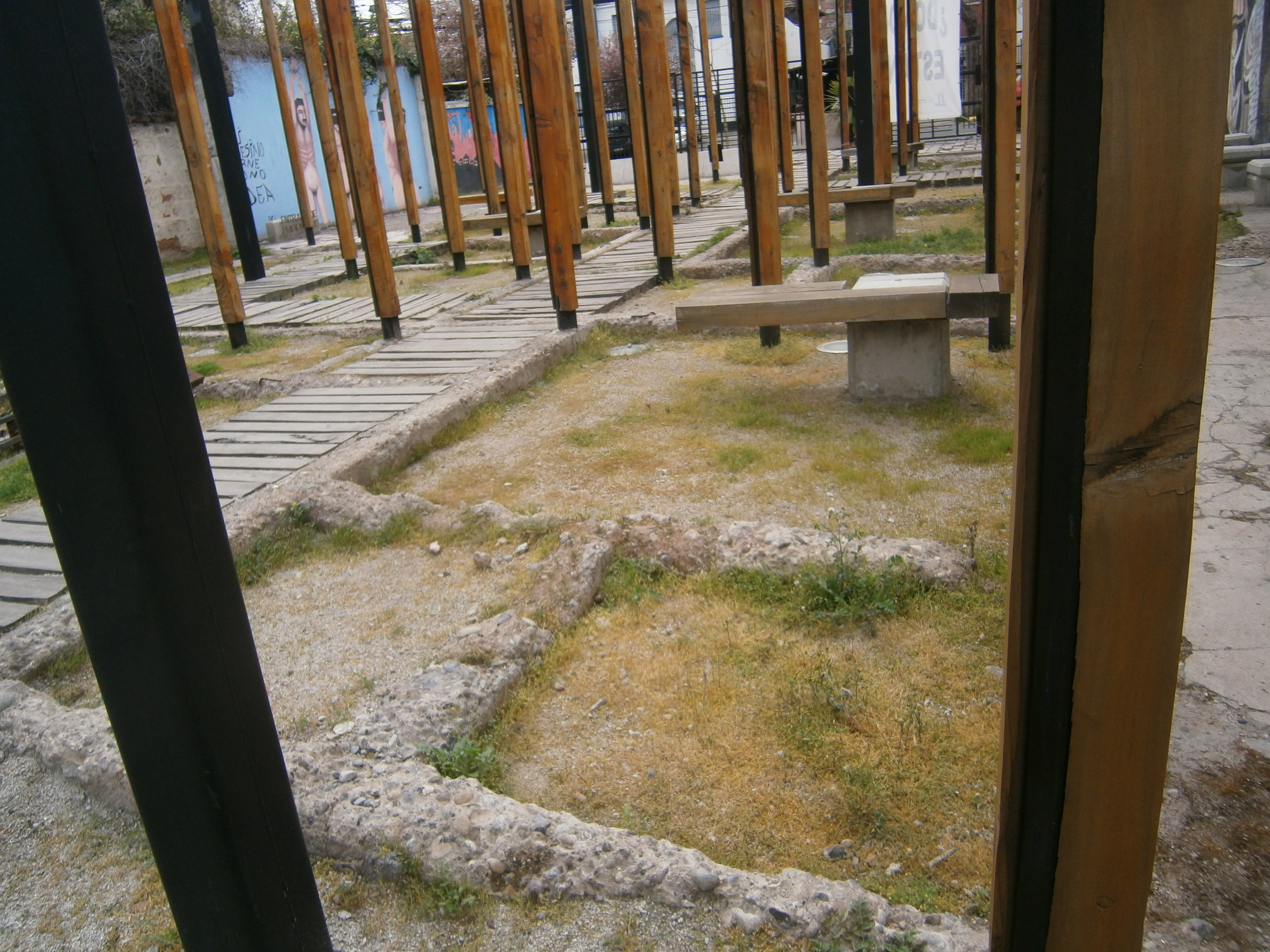
Cimientos demarcados de la antigua casa

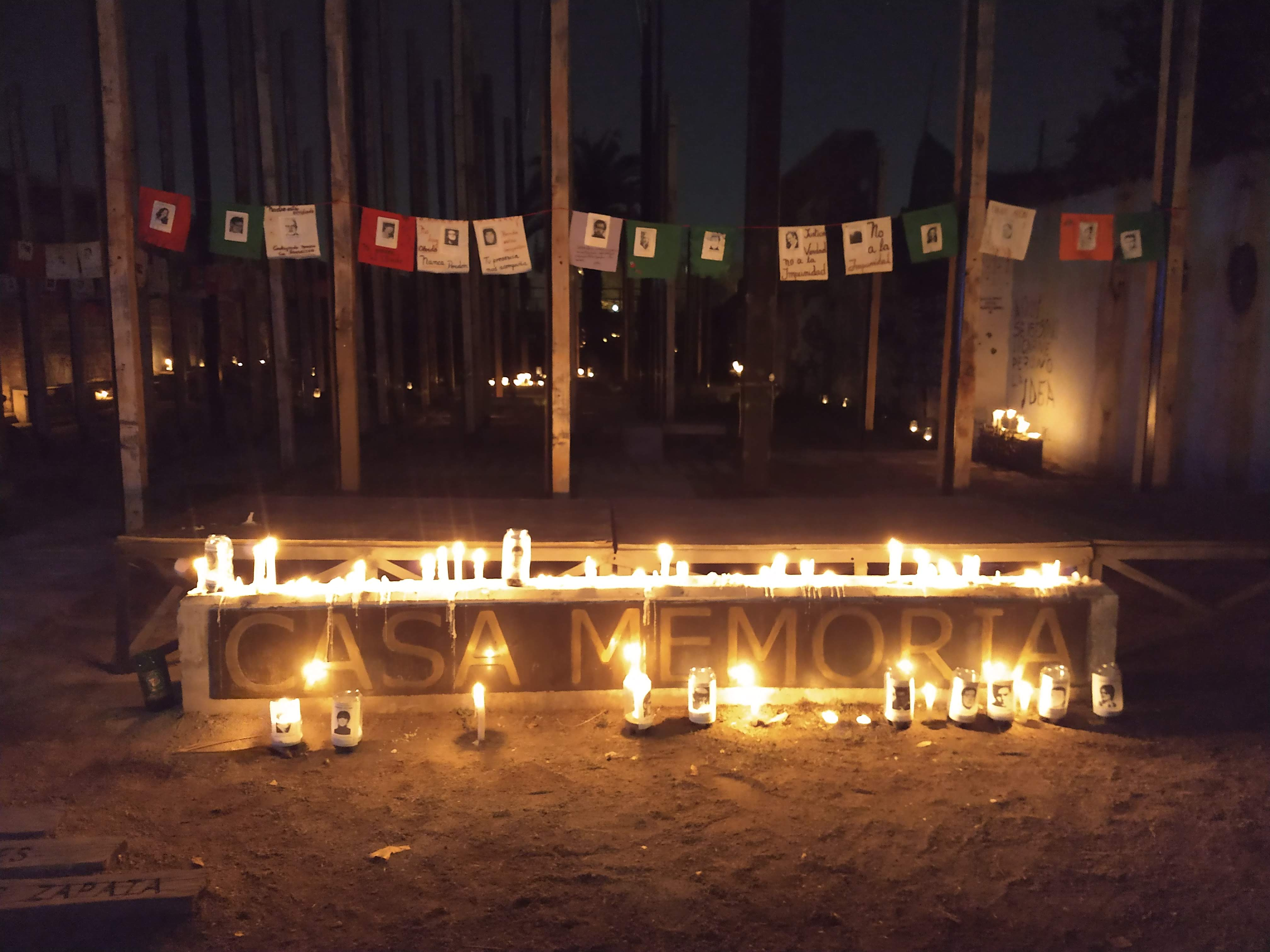
Conmemoración en Casa Memoria José Domingo Cañas.

La casa original está totalmente demolida. Sin embargo, quedan sus cimientos, que permiten ver las dimensiones y los espacios originales que ésta disponía, con diversas estructuras artísticas y murales en las paredes laterales, todos regaladas por distintas organizaciones. 
Cada espacio tiene un letrero que indica el uso durante la época del Cuartel Ollagüe. Al fondo del sitio se construyó un moderno museo que exhibe distintos materiales y artefactos encontrados en el sitio, entre otras cosas relativas a la época.
En su entrada, tiene escrito un madero los nombres de algunas de las víctimas confirmadas que fueron asesinadas en esta casa.
En la calle exterior, un monumento y una placa cumplen la función de memorial del uso que tuvo esta casa durante la dictadura de Pinochet.
Su azotea se presta para espectáculos artísticos como obras de teatro o recitales.